# Saaristoa higoensis
Saaristoa higoensis är en spindelart som först beskrevs av Saito 1984.  Saaristoa higoensis ingår i släktet Saaristoa och familjen täckvävarspindlar. Inga underarter finns listade i Catalogue of Life.